# John Collier
Idrottsmannen med samma namn, se John Collier (friidrottare)

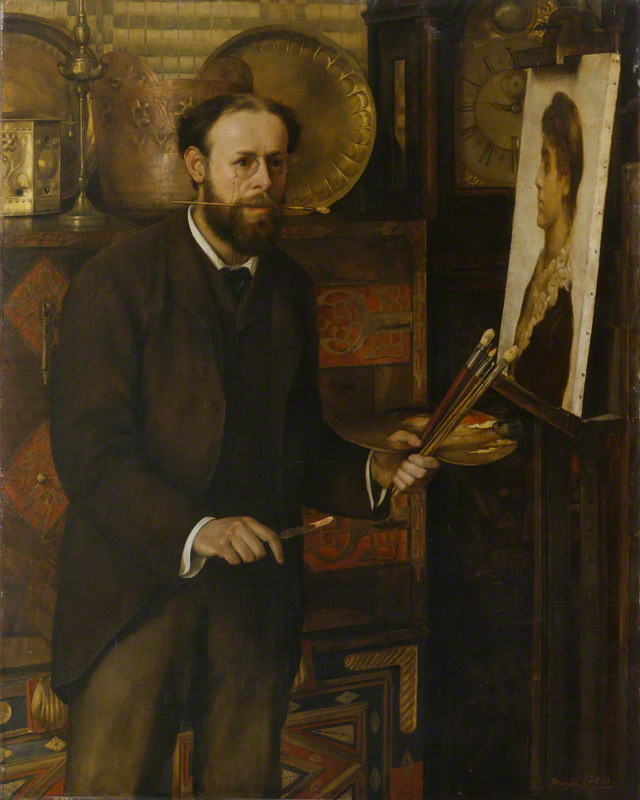
Porträtt av John Collier.

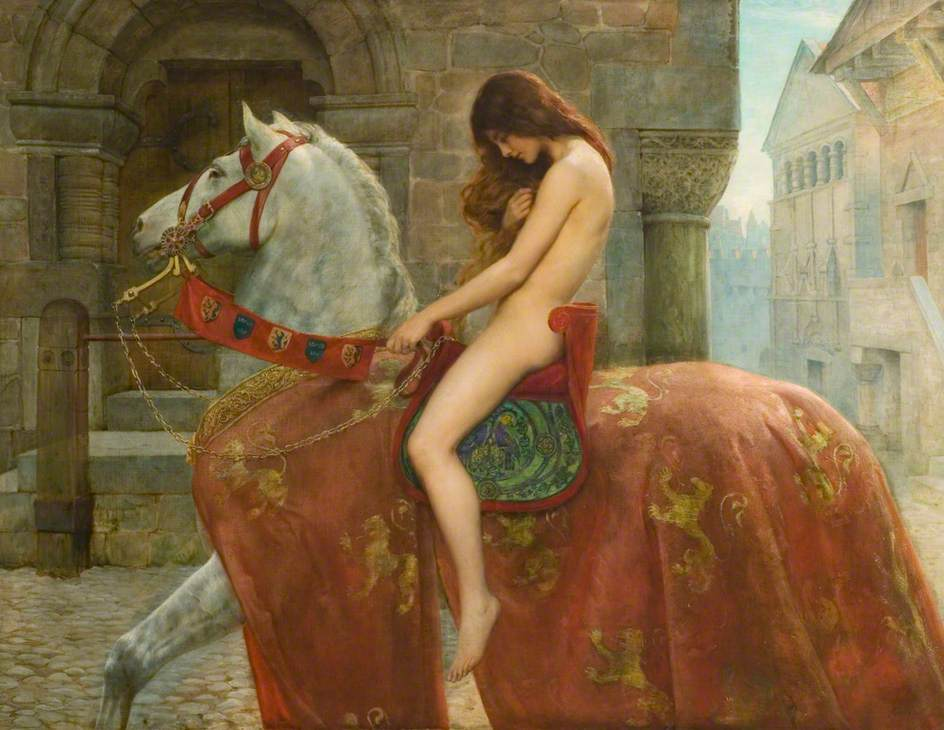
John Collier – ”Lady Godiva” (cirka 1898).

John Maler Collier, född 27 januari 1850 i London, död 11 april 1934 i London, var en brittisk målare. 
John Collier gick i Lawrence Alma-Tademas lära med genreartade framställningar av antika motiv. Senare framträdde han som sedesskildrare och porträttmålare.
Han utförde de flesta av sina målningar i enlighet med prerafaeliternas ideal gällande färgskala, komposition och formspråk.